# Gaspar Quintana Jorquera
Gaspar Francisco Quintana Jorquera CMF (ur. 5 października 1936 w Santiago) – chilijski duchowny katolicki, biskup diecezji Copiapó w latach 2001-2014.

## Życiorys
Ukończył studia filozoficzno-teologiczne w klaretyńskich seminariach w Talagante i Córdovie. Uzyskał ponadto tytuły licencjackie z psychologii, pedagogiki i muzyki na Universidad de Chile oraz z mariologii na Papieskim Wydziale Teologicznym Marianum w Rzymie.
Śluby wieczyste złożył 2 lutego 1958, zaś święcenia kapłańskie przyjął 22 maja 1964. Był m.in. przełożonym lokalnych wspólnot klaretyńskich w Curicó (1986-1988), w Linares (1988-1991) oraz w Andacollo (1991-1993). W latach 1993–1998 pełnił funkcję sekretarza generalnego klaretynów, zaś w latach 1998-2001 był przełożonym chilijskiej prowincji zgromadzenia.

### Episkopat
26 maja 2001 został mianowany przez papieża Jana Pawła II biskupem diecezji Copiapó. Sakry biskupiej udzielił mu 1 lipca tegoż roku ówczesny przewodniczący Konferencji Episkopatu Chile, kard. Francisco Javier Errázuriz Ossa.
25 lipca 2014 przeszedł na emeryturę.